# Bartholomeu Gugani
Bartholomeu Vicente Gugani ou simplesmente Barthô (São Paulo, 28 de janeiro de 1899 — São Paulo, 17 de abril de 1935), foi um futebolista brasileiro que atuou como zagueiro.

## Carreira
Iniciou sua carreira futebolística no AA São Bento.
Após saída do AA São Bento, o atleta defendeu Paulistano e São Paulo.
Defendeu também a Seleção Brasileira que conquistou a Copa Roca de 1922. Pela Seleção Brasileira, fez cinco jogos e não marcou nenhum gol.

## Morte
Morreu precocemente aos 36 anos de idade. O jornal Correio Paulistano de 21 de julho de 1935 – Página 4 registrou a morte do ex-atleta com uma nota que dizia: Faleceu ontem, nesta capital, as 6 horas da manhã, e que era muito conhecido no meio esportivo o sr. Bartholomeu Viente Gugani (Barthô). A nota também dizia que Barthô era funcionário do Tesouro do Estado. Deixou esposa e três filhos. Seu corpo foi enterrado no cemitério Chora Menino.

## Títulos
São Paulo
- Campeonato Paulista: 1931[3]

Seleção Brasileira
- Copa Roca de 1922